# Димитър Крънджалов
Д-р Димитър Крънджалов е български историк, сътрудник на списание „Македонски преглед“

### Книги
- Валовете в Добруджа и Бесарабия и Прабългарската теория, Университетска печатница, София, 1943 г.[неработеща препратка]
- Един „прабългарски“ вал, който не съществува. Печатница „Р. Младенов“, 1945 г.
- Влашкият княз Мирчо и Добруджа според неговите грамоти, Университетска печатница, София, 1946 г.
- Хуни ли сме ние, българите?, Камарата на народната култура, 1947 г.
- Землени укрепителни съоръжения на Балканския полуостров фалшивата прабългарска теория, Университетска печатница, София, 1948 г.